# Zimone
Zimone é uma comuna italiana da região do Piemonte, província de Biella, com cerca de 405 habitantes. Estende-se por uma área de 2 km², tendo uma densidade populacional de 203 hab/km². Faz fronteira com Cerrione, Magnano, Piverone (TO), Roppolo, Viverone.

## Demografia
| Variação demográfica do município entre 1861 e 2011                               |
|                                                                                   |
| Fonte: Istituto Nazionale di Statistica (ISTAT) - Elaboração gráfica da Wikipedia |